# Rondell

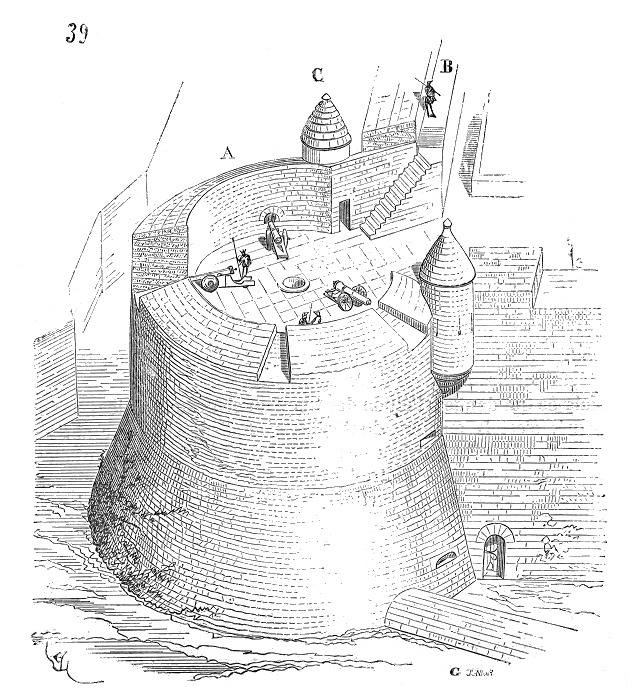
Rondell im Fort von Salses (Südfrankreich), 15. Jh., Zeichnung von Viollet-le-Duc

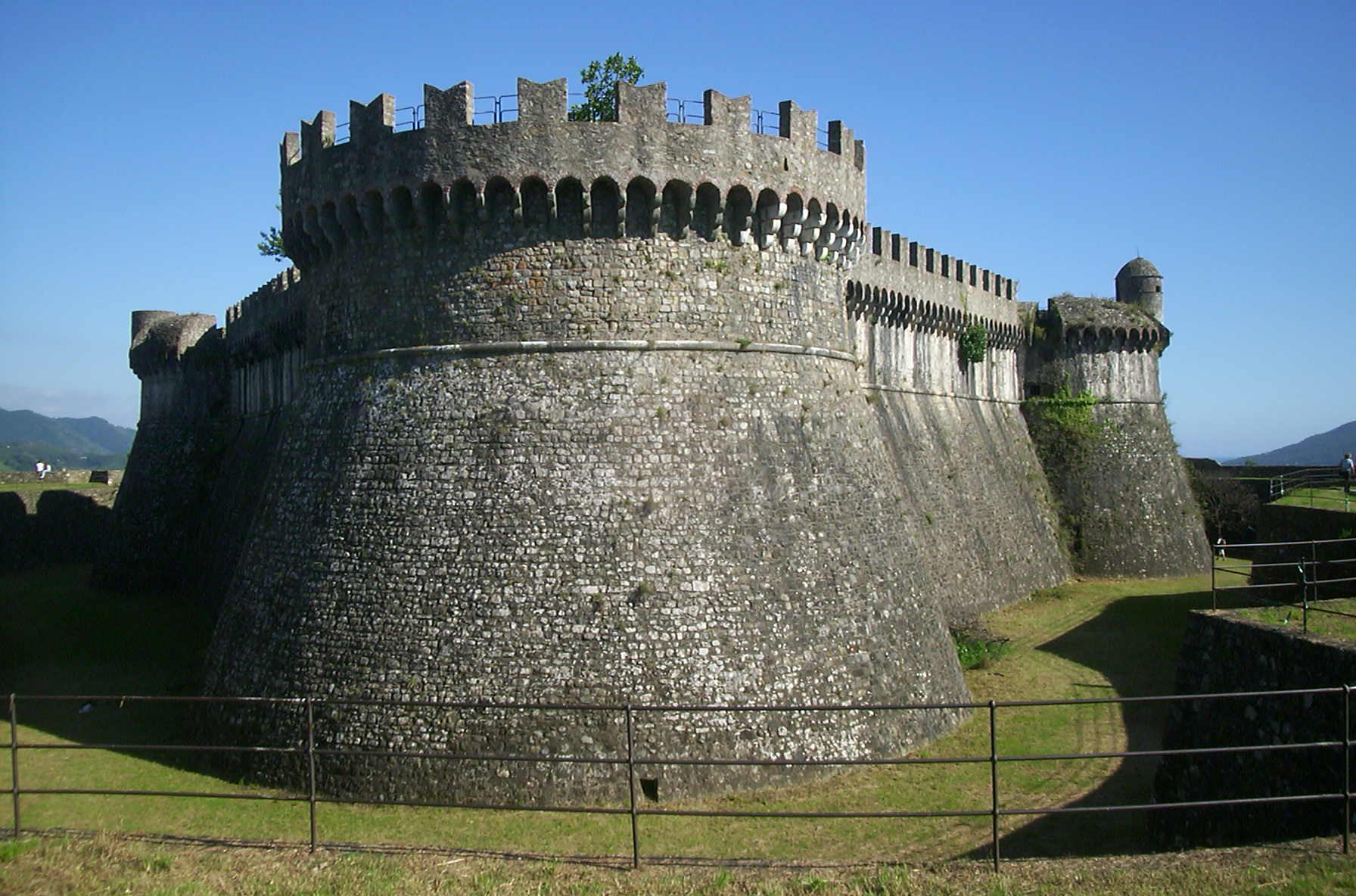
Rondelle der Fortezza Firmafede in Sarzana (Norditalien), 15. Jh.

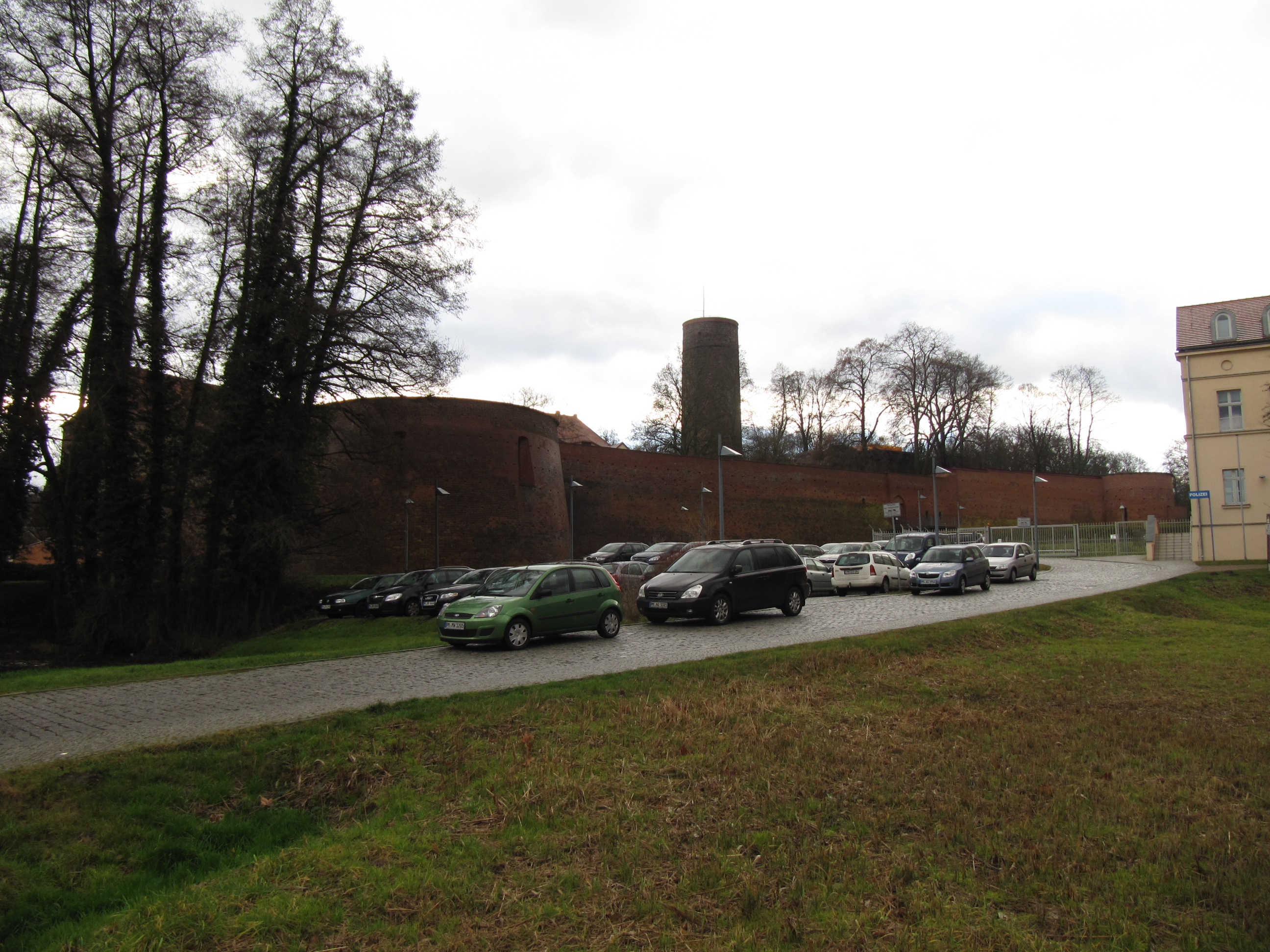
Rondelle der Burg Eisenhardt

Das Rondell ist ein im Grundriss rundes oder gerundetes Artilleriebauwerk von besonderer Stärke, dessen Höhe der des angrenzenden Walls entspricht. Ist der Wehrbau deutlich höher als der angrenzende Wall, so spricht man von einem Batterieturm.
Durch die im Vergleich zum Turm massivere Konstruktion des Rondells wurde die Platzierung von schweren Geschützen ermöglicht. Als Baumaterial fanden sowohl Erde als auch Mauerwerk Verwendung; im letzteren Fall konnten auch überwölbte Räume (Kasematten) im Inneren eingerichtet werden.
Rondelle kamen im 15. Jahrhundert auf, als sich Kanonen allmählich zu einer effektiven Belagerungswaffe entwickelten. Rondelle sind die ältesten permanenten Artilleriebauwerke. Ihre Blütezeit lag im 15. und frühen 16. Jahrhundert. Frühe Beispiele für Artillerierondelle bieten die Stadtbefestigung von Tábor vor 1433 und die Burg Sion, die um 1426/27 – auf jeden Fall vor der Belagerung 1437 – umgebaut wurde. Weitere frühe mitteleuropäische Vertreter sind noch heute auf Burg Sigmundskron bei Bozen (ab 1473), im hessischen Friedewald (ab 1476), im benachbarten Herzberg (ab 1477), auf der Hohkönigsburg von 1479 (Abb. 1), auf dem Breuberg (um 1480), an der Moritzburg (Halle (Saale)) in Halle a. d. Saale (ab 1484), an Burg Querfurt, in Burghausen a. d. Salzach (um 1488), auf dem Heidelberger Schloss (um 1490/1500), oder am Südwest-Rondell des Marburger Schlosses (noch 1522–23) und in Gestalt des Fuldarondells vor dem Kasseler Schloss (1523) erhalten. Burg Eisenhardt im Fläming besitzt mehrere Rondelle.
Sehr frühe Rondelle finden sich an der Rudelsburg (Mitte 15. Jh.) im Saaletal, sowie an der Wasserburg Heldrungen am Kyffhäusergebirge. Das Festungstor der letztgenannten Wasserburg wurde in der Zeit der Renaissance ebenfalls mit Rondellen befestigt. Verlorengegangene Rondelle befanden sich auf Burg Grimmenstein, Schloss Mansfeld, Burg Wendelstein (Memleben) und auf Burg Plau.
Wie die hufeisenförmige Bastei weist auch das Rondell einen sogenannten Toten Winkel auf, der es angreifbar macht. Zudem fanden auf der oberen Ebene der Rondelle nur wenige schwere Geschütze Platz. Auch in den Kasematten des Rondells konnte man nur wenige Kanonen postieren, da sie dort einen starken, nur langsam abziehenden Pulverdampf erzeugten. Das Rondell stellte im Grunde eine Weiterentwicklung spätmittelalterlicher Verteidigungsbauten dar und war den festungsbaulichen Anforderungen der frühneuzeitlichen Geschütze nicht dauerhaft gewachsen. Auch der Bau von besonders großen und massiven Rondellen wie dem von 1563 bis 1585 errichteten Munot in Schaffhausen stellte keine ausreichende wehrbauliche Antwort dar.
Aufgrund dieser Nachteile wurde das Rondell im Laufe des 16. Jahrhunderts vielerorts nach italienischem Vorbild von der spitzwinkligen Bastion mit fünfeckigem Grundriss abgelöst. Trotz der Vorteile der Winkelbastion wurden diverse europäische Festungen bis weit in das 17. Jahrhundert hinein durch Rondelle geschützt, was zum Teil in den hohen Kosten des Festungsbaus begründet lag. Zudem verbreitete sich das Wissen um die bastionierte Befestigungsweise in manchen Teilen Europas recht langsam. Auch Jahrzehnte nach Erfindung der Winkelbastion wurden Rondelle errichtet, nun allerdings öfter in Kombination mit Erdwerken oder Stein-Erde-Kombinationen (Artilleriewällen) als verbindende Hauptverteidigungslinie, die den Anlagen größere Standfestigkeit gegen Artilleriefeuer verliehen.
Solche jüngeren Beispiele stellen die beiden Rondelle (und verbindende Artilleriewälle) auf der Westseite des Heidelberger Schlosses (ab ca. 1526), der Ausbau der Celler Stadtbefestigung (um 1530) (nicht erhalten), die sechs Rondelle der Kleinstadt Pfalzel an der Mosel (ab 1532), die vier Artillerietürme von Solothurn (ab 1534), die drei jüngeren Rondelle der Sparrenburg über Bielefeld (ab 1535) und die Rondelle auf der württembergischen Landesfestung Hohentwiel (ab 1538) dar. Auch die Reichsstadt Nürnberg errichtete zwischen 1527 und 1550 noch mehrere kleinere Rondelle und zwischen 1556 und 1559 die prominenten vier runden Türme an den Haupttoren als Kanonenplattformen, ebenso die Reichsstadt Rothenburg ob der Tauber ab 1572. Von der festungsartig ausgebauten Stadt Görlitz blieb die Kaisertrutz, ein Rondell aus dem Jahre 1490, erhalten. Manche Festungen bestanden komplett aus ineinander übergehenden Rondellen, beispielsweise das Deal Castle an der englischen Südküste, mit dessen Bau 1539 begonnen wurde. Ende des 18. und im 19. Jahrhundert wurde das Rondell aufgrund der veränderten Militärtechnik wieder vermehrt angewandt.

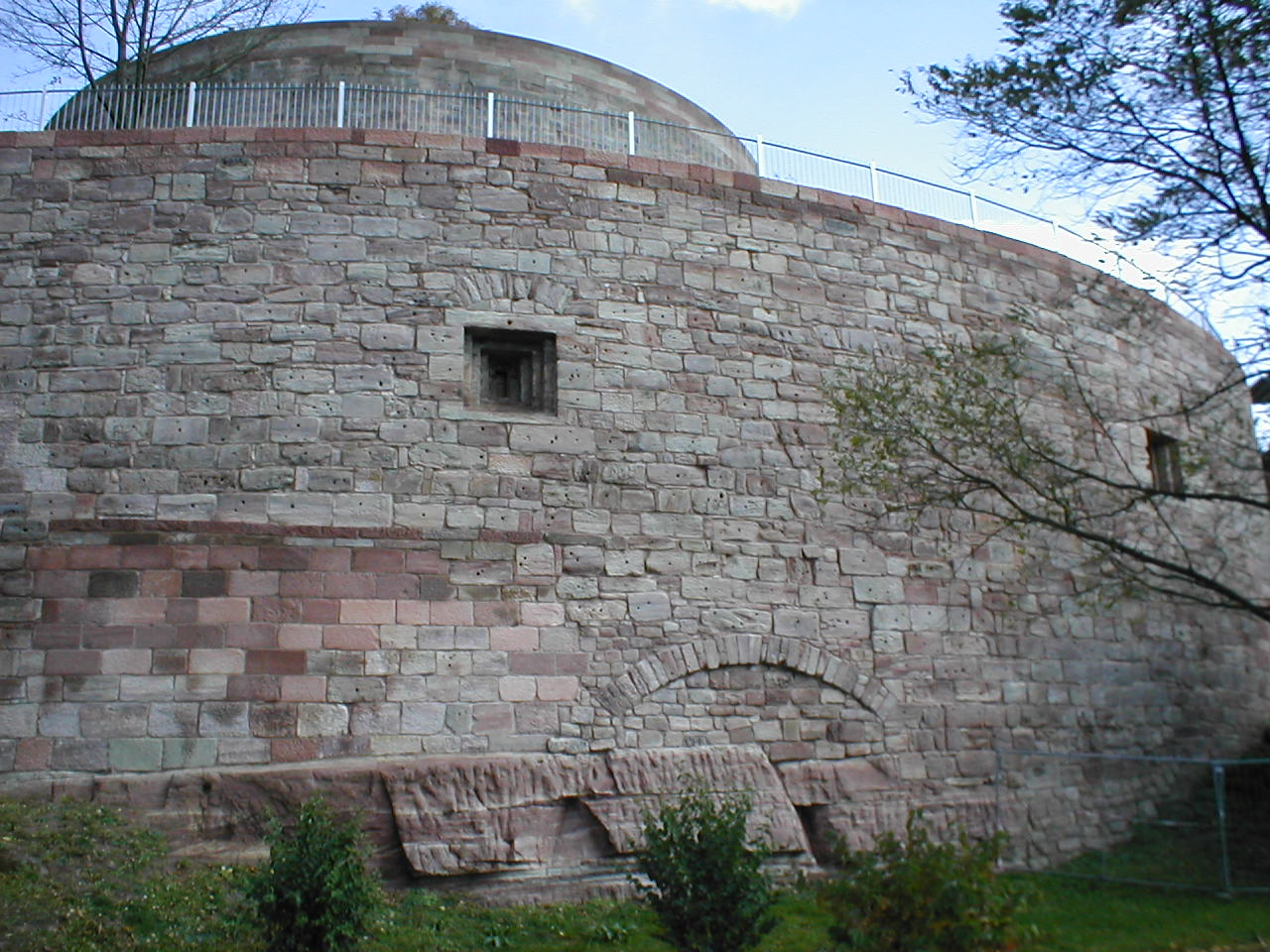
Blick auf das äußere Westrondell der Plassenburg mit Stückpforten und dem darin positionierten inneren Westrondell

Auf der Festung Plassenburg in Kulmbach finden sich zwei „gestaffelte“ Rondellanlagen, bei denen jeweils ein hohes Rondell innerhalb eines wesentlich größeren, äußeren Rondells steckt. Diese Bauwerke gehören zu den größten erhaltenen Rondellbauten in Deutschland. Die inneren und äußeren Rondelle beherbergten je zwei Geschützetagen, so dass ein gestaffeltes Rondell mit vier Batterien eine gewaltige Feuerkraft entfalten konnte. Die Festung mit ihren Rondellen wurde bis zu den napoleonischen Kriegen 1806 militärisch genutzt. Die beiden im Westen der Festung gelegenen Rondellanlagen wurden nach der Schleifung der Festung ab 1554 nach dem zweiten Markgrafenkrieg wieder aufgebaut, obwohl sich zu diesem Zeitpunkt die bastionäre Bauweise bereits durchgesetzt hatte und die Festung zwischen 1557 und 1607 mehrere Bastionen erhielt.

## Rondellfestungen

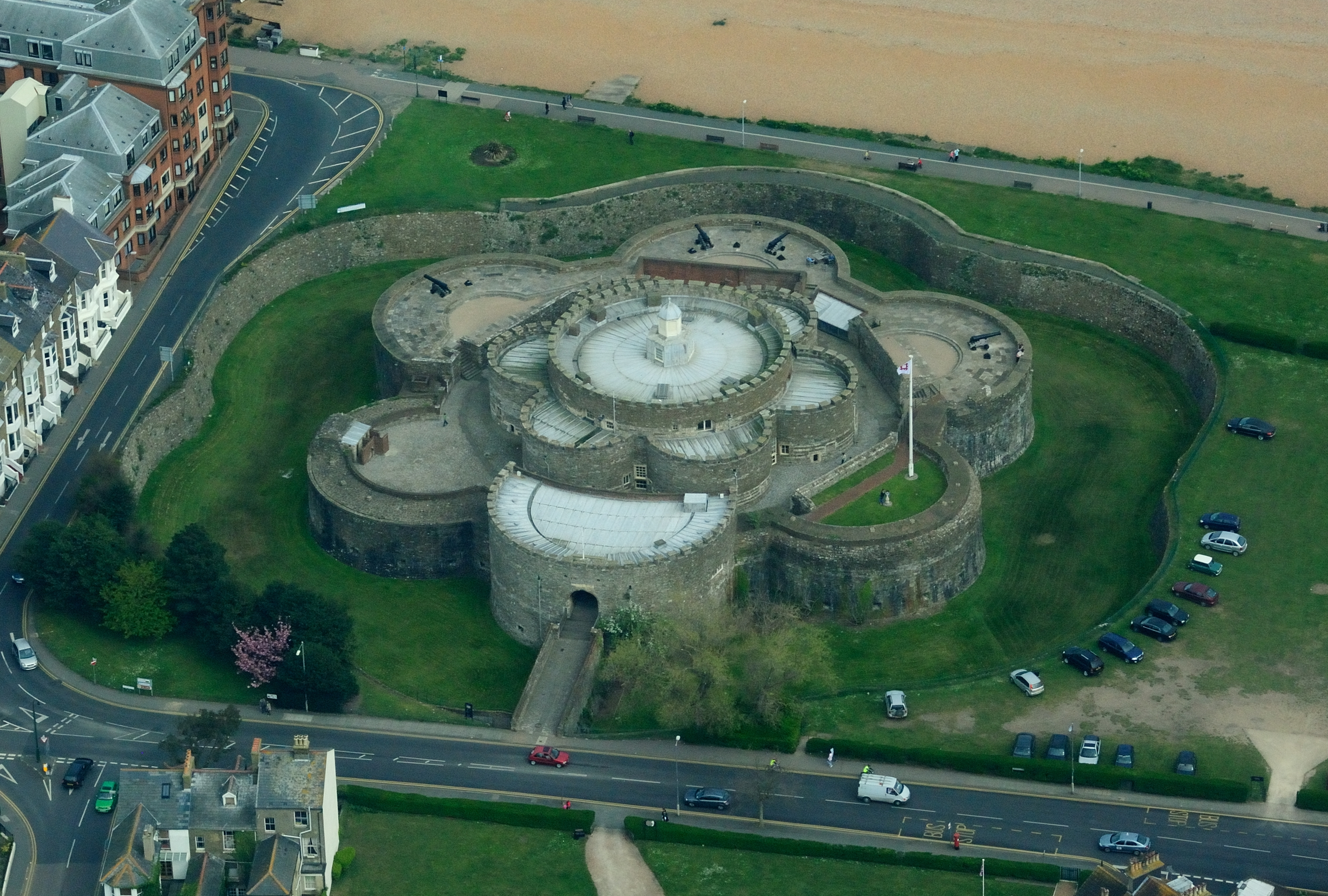
Deal Castle

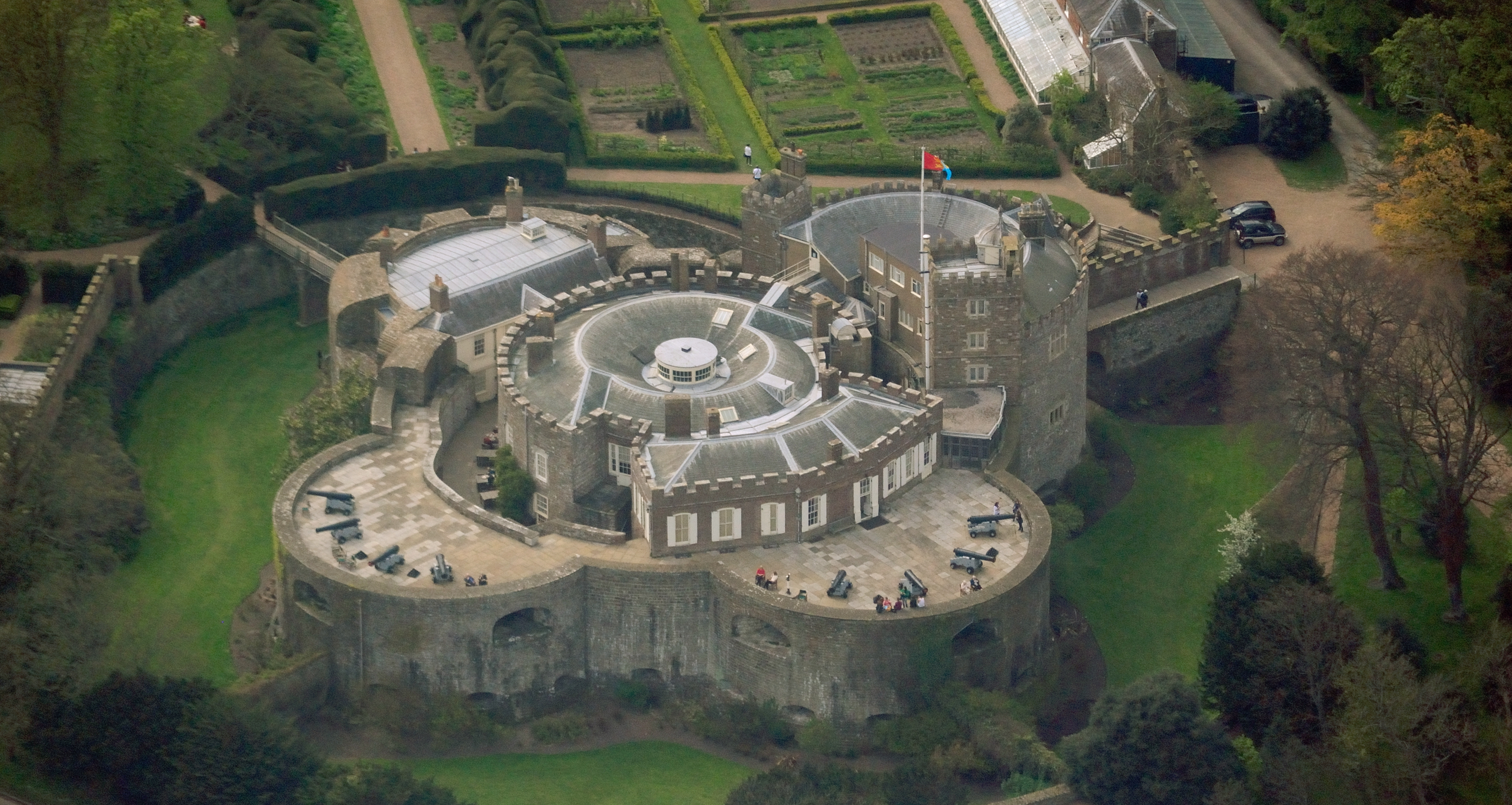
Walmer Castle

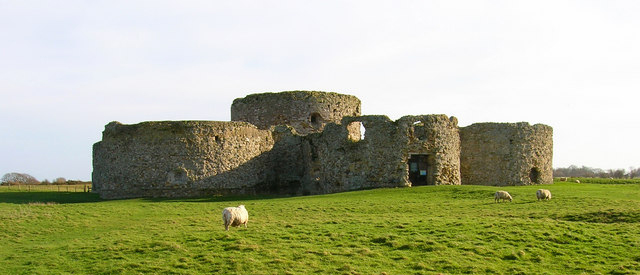
Camber Castle

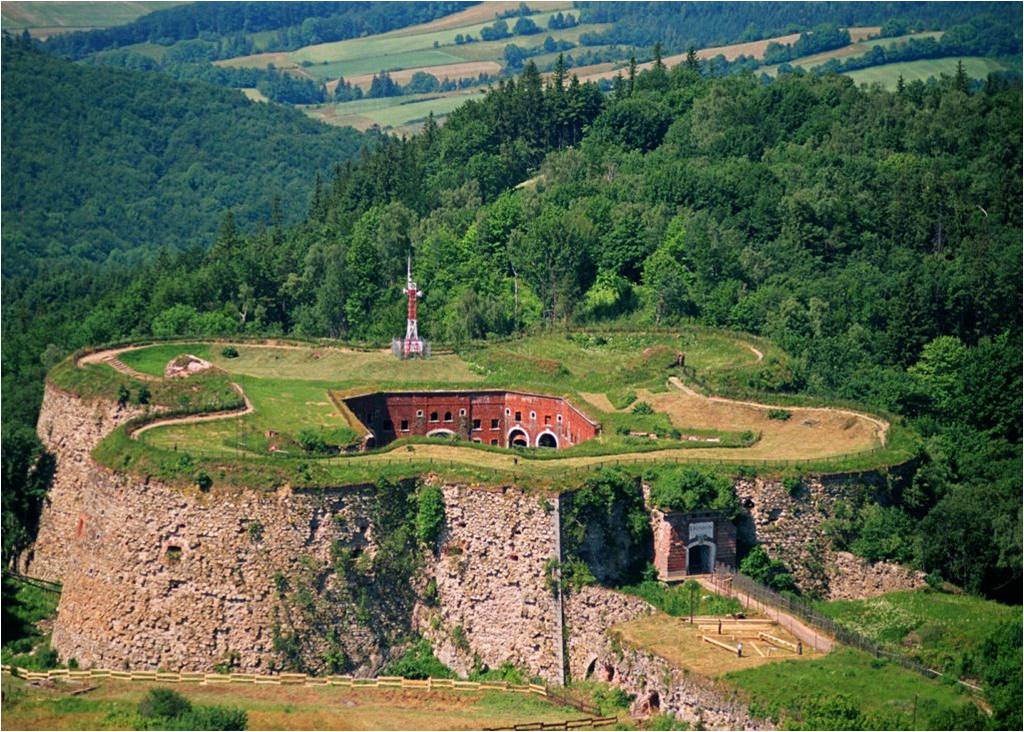
„Donjon“ der Festung Silberberg (Bild 1)

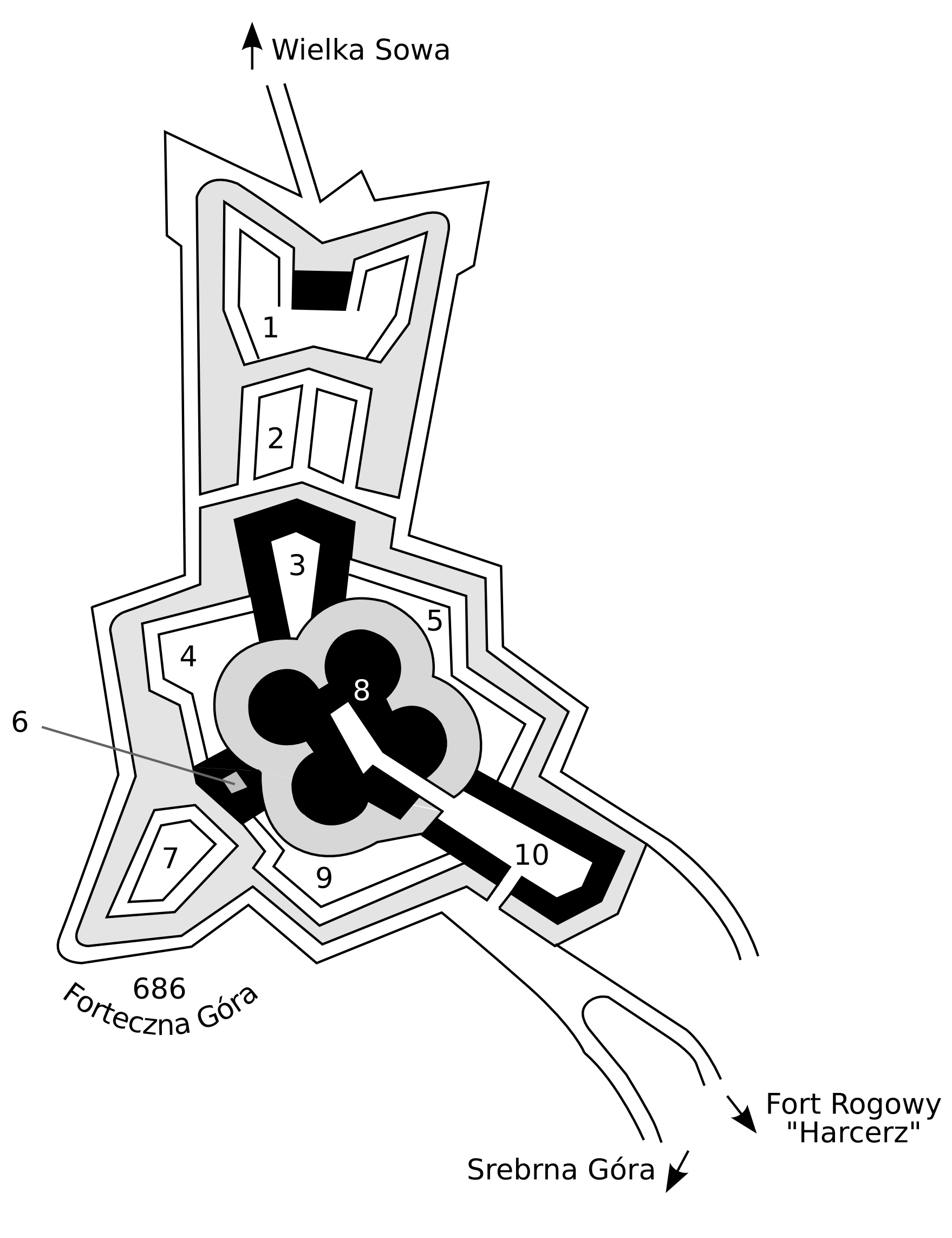
„Donjon“(Nr.8) der Festung Silberberg (Bild 2)

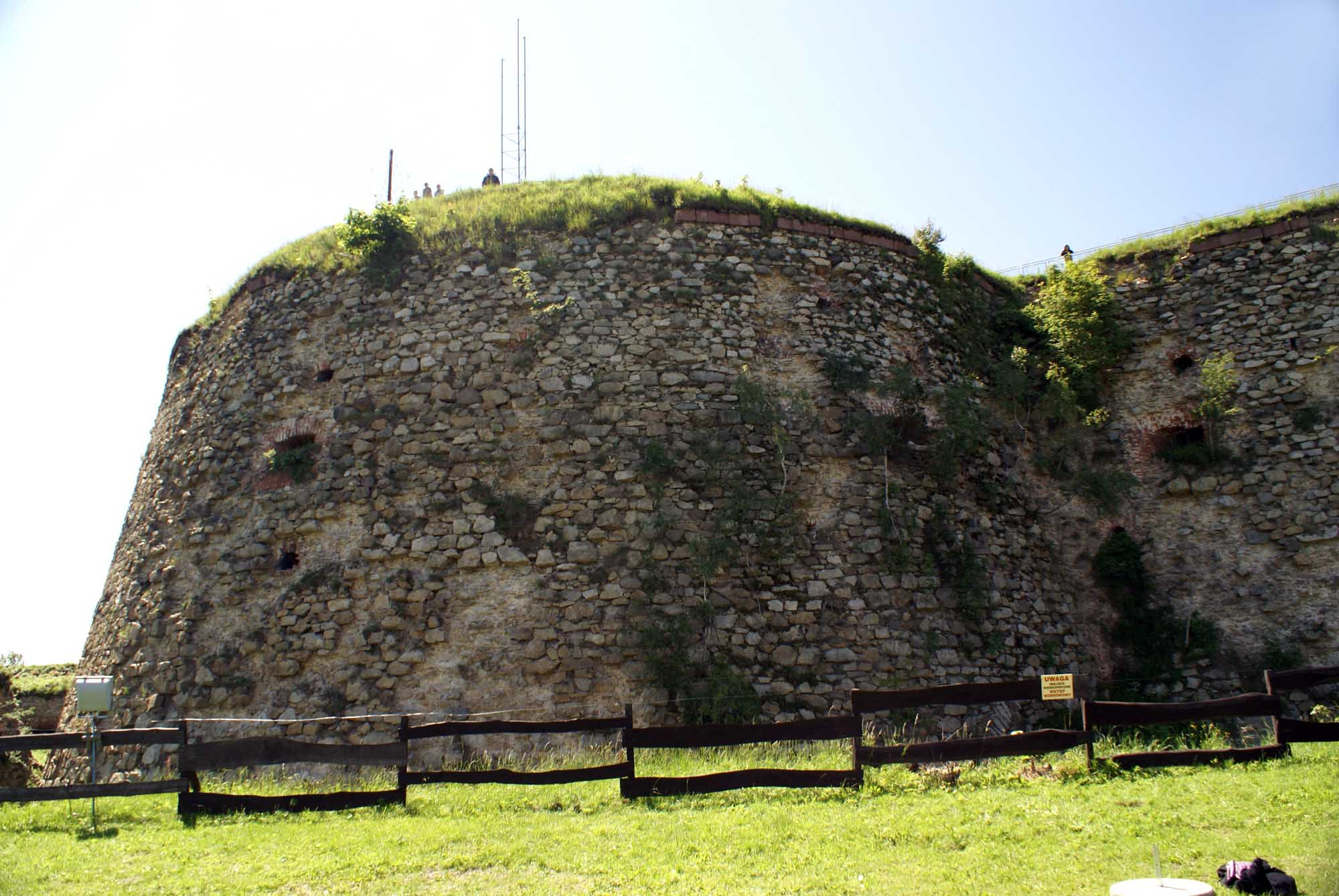
„Donjon“ der Festung Silberberg (Bild 3)

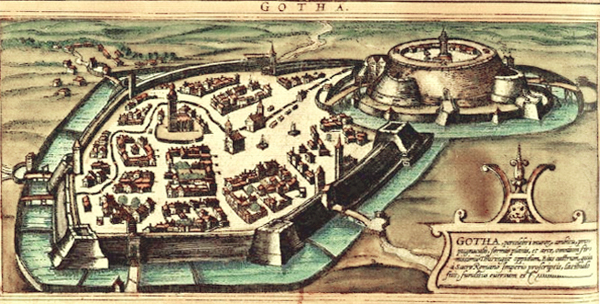
Rondellfestung Burg Grimmenstein mit der Festungsstadt Gotha im Jahre 1572

An der englischen Küste wurden im 15. Jahrhundert mehrere hauptsächlich aus einem zentralen Turm und mehreren diesen umgebenden Rondellen aufgebaute burgartige Festungsanlagen errichtet, so beispielsweise: Deal Castle (1539–40), Walmer Castle (1539–40) und das nur in geringen Resten erhaltene Sandown Castle (Kent) (um 1540). Deal Castle und Walmer Castle sind gut erhalten/restauriert. Eine bauartgleiche Anlage ist Camber Castle (1542–43), heute Ruine. Wegen ihrer seltenen Bauform wurden sie als besonders wertvolle Kulturdenkmale eingestuft. Baumeister der genannten Anlagen war der deutsche Militär-Ingenieur Stephan von Haschenperg.
Der sogenannte Donjon der schlesischen Festung Silberberg im jetzigen Polen ist als Keimzelle der späteren barocken Festung Silberberg ebenfalls eine alte (mutmaßlich spätgotische) Rondellfestung.
In Deutschland verdienen mehrere erhaltene Burgen und Festungsanlagen die Bezeichnung als „Rondellfestung“, da sie vorrangig mit Rondellen befestigt sind/waren:
- Burg Querfurt, Sachsen-Anhalt
- Sparrenburg, Nordrhein-Westfalen
- Burg Eisenhardt, Brandenburg
- Plassenburg, Bayern
- Schloss Bertholdsburg, teilweise entfestigt, Thüringen
- die kunsthistorisch bedeutende, komplett geschleifte Burg Grimmenstein, Thüringen

Die nicht mehr vorhandene (da komplett geschleifte) Festungsanlage mit Renaissanceschloss Grimmenstein, errichtet ab 1526, zählte zu den ältesten Festungsanlagen Deutschlands. Am Schloss Bertholdsburg haben sich Reste der Rondelle erhalten.